# Madagaszkár vasúti közlekedése

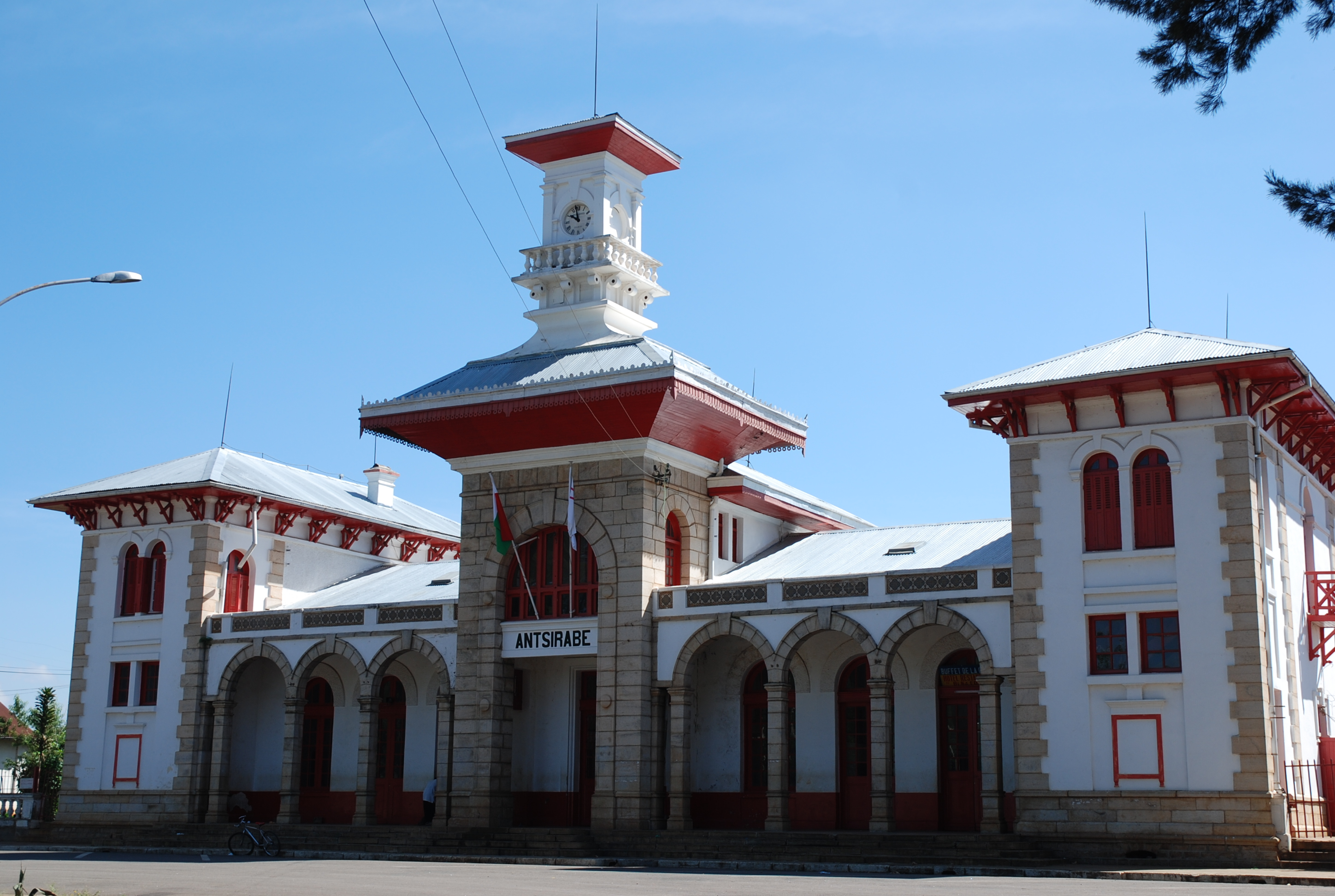
Antsirabe vasútállomása

Madagaszkár vasúthálózatának hossza 854 km, mely 1 000 mm-es nyomtávolsággal épült meg. Villamosított vonalak nincsenek az országban. Az ország vasúthálózata két különálló részből áll. Legfontosabb feladata az ország két kikötőjének (Manakara és Tomasina) bekapcsolása a szárazföldi közlekedésbe.

## Vasúttársaságok
Az országban két vasúttársaság üzemel:
- Madarail
- Fianarantsoa-Côte-Est railway

## Vasúti kapcsolata más országokkal
Mivel Madagaszkár sziget, nincs és nem is volt kapcsolata más országokkal.